# Abigail Guthrie
Abigail Guthrie (* 22. Juni 1990) ist eine ehemalige neuseeländische Tennisspielerin.

## Karriere
Guthrie spielt hauptsächlich auf dem zweitklassigen ITF Women’s Circuit, auf dem sie bisher zwei Doppeltitel gewann. Ihre beste Weltranglistenplatzierung im Doppel erreichte sie mit Rang 220 im August 2014, im Einzel konnte sie sich dagegen noch nicht unter den Top 1.000 platzieren. Auf der WTA Tour trat sie nur mit Hilfe von Wildcards bei den heimischen ASB Classic 2013 und 2014 im Hauptfeld an.
Darüber hinaus spielte sie erstmals beim Turnier der Asien-/Ozeanien-Zone Gruppe II für die neuseeländische Fed-Cup-Mannschaft. Sie gewann neun ihrer zehn Spiele, verlor allerdings das entscheidende Doppel um den Gruppensieg gegen Indien.
Ihr bislang letztes Profiturnier bestritt sie Ende April 2014 und wird seit 2015 nicht mehr in den Weltranglisten geführt.

## Turniersiege

### Doppel
| Nr. | Datum            | Turnier           | Kategorie   | Belag     | Partnerin   | Finalgegnerinnen               | Ergebnis          |
| --- | ---------------- | ----------------- | ----------- | --------- | ----------- | ------------------------------ | ----------------- |
| 1.  | 14. Juli 2013    | Scharm El-Scheich | ITF $10.000 | Hartplatz | Kristi Boxx | Anna Morgina Naomi Totka       | 6:1, 6:2          |
| 2.  | 13. Oktober 2013 | Macon             | ITF $25.000 | Hartplatz | Kristi Boxx | Emily Harman Elizabeth Lumpkin | 3:6, 7:64, [10:4] |